# Werft Reederei Hafen
 (mai 2023).
Si vous disposez d'ouvrages ou d'articles de référence ou si vous connaissez des sites web de qualité traitant du thème abordé ici, merci de compléter l'article en donnant les références utiles à sa vérifiabilité et en les liant à la section « Notes et références ».
Werft Reederei Hafen est une revue allemande traitant d'architecture navale publiée dans les années 1920-1930.

## Notes et références

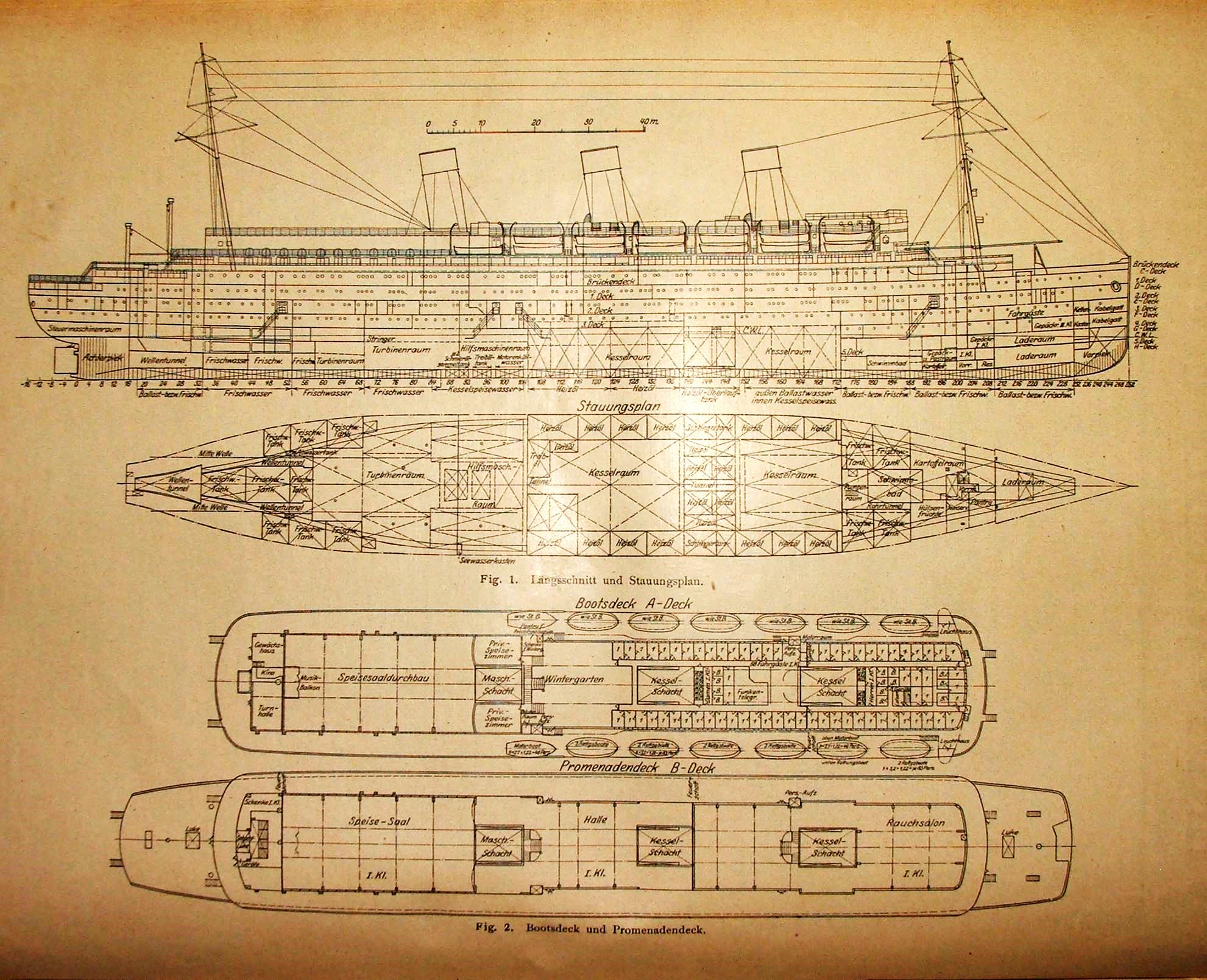
Plans du Cap Arcona dans Werft Reederei Hafen, 1927.